# Amy Bloom

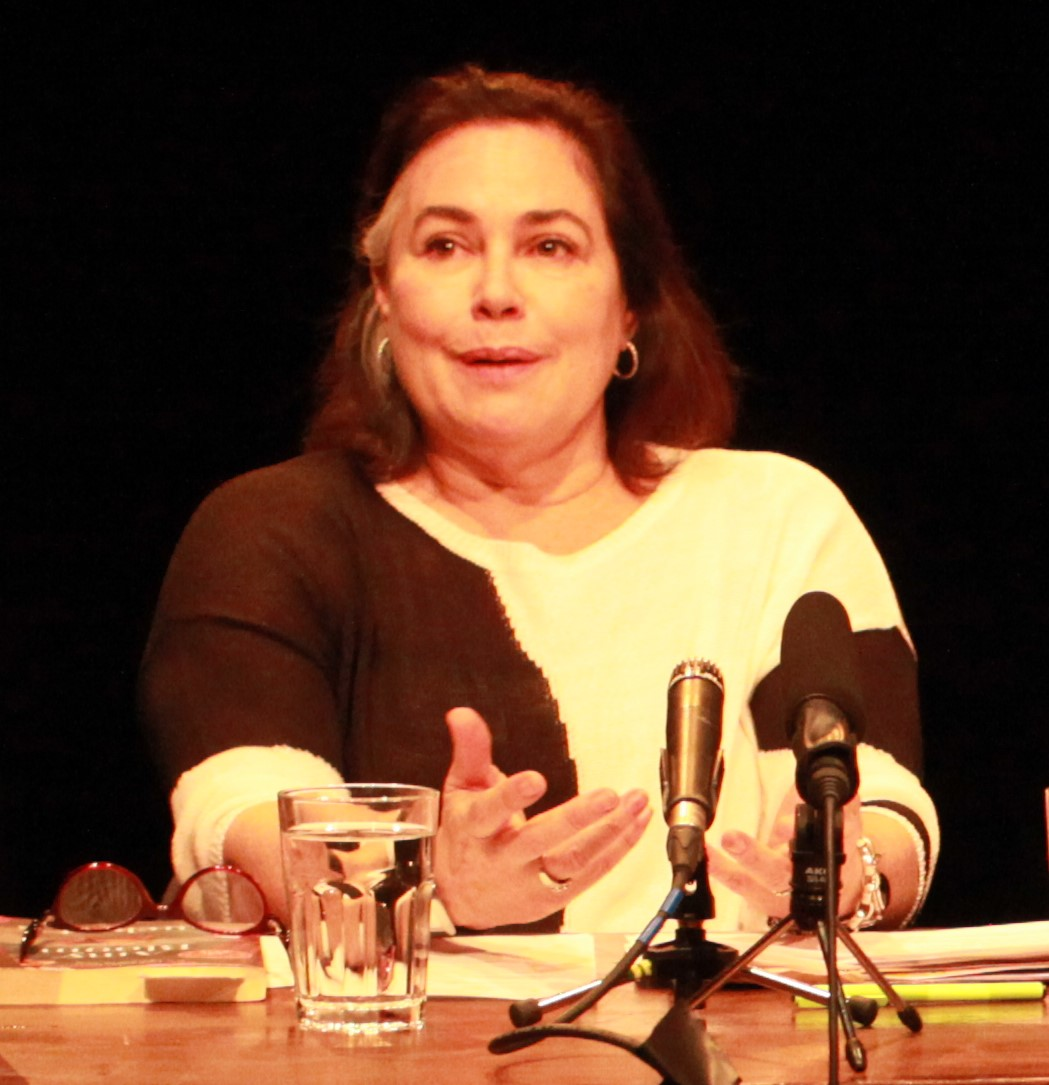
Amy Bloom, März 2015

Amy Bloom (geboren am 18. Juni 1953) ist eine US-amerikanische Schriftstellerin.

## Leben
Amy Bloom studierte Theater und Politische Wissenschaften an der Wesleyan University (B.A.) und Sozialarbeit am Smith College (Master of Social Work). Sie praktizierte als Psychotherapeutin.
Bloom schreibt Geschichten, die in Zeitschriften wie The New Yorker, The New York Times Magazine, The Atlantic Monthly, Vogue, Slate erschienen und bei Salon.com. Ihre Kurzgeschichten wurden in verschiedene Anthologien aufgenommen. Sie gewann den National Magazine Award, und Bücher wurden beim National Book Award und beim National Book Critics Circle Award nominiert.
Derzeit ist Bloom Writer in Residence der Kim-Frank Family University an der Wesleyan University (gültig ab 1. Juli 2010). Zuvor war sie Dozentin für kreatives Schreiben in der Abteilung für Englisch der Yale University, wo sie Advanced Fiction Writing, Schreiben für das Fernsehen und Schreiben für Kinder unterrichtete.
Bloom produzierte 2007 die siebenteilige Fernsehsendung State of Mind mit der Schauspielerin Lili Taylor, in der die Arbeit von Psychotherapeuten thematisiert wurde.
Bloom hat drei Kinder aus ihrer ersten Ehe und lebt in Connecticut.

## Werke (Auswahl)
- Silver Water. Kurzgeschichte. 1991
- Come to Me: Stories. Kurzgeschichten. 1993
  - Liebe ist ein seltsames Kind: Erzählungen. Übersetzung Adelheid Dormagen. Hoffmann und Campe, Hamburg 1995
- Love Invents Us. Roman. 1997
  - Das Mädchen im Pelzmantel: Roman. Übersetzung Adelheid Dormagen und Karin Kersten. Hoffmann und Campe, Hamburg 1998
- A Blind Man Can See How Much I Love You: Stories. 2000
- The Story. Kurzgeschichten. 2006
- Away. Roman. 2007
  - Die unglaubliche Reise der Lillian Leyb: Roman. Übersetzung Adelheid Dormagen. Hoffmann und Campe, Hamburg 2008
- Where the God of Love Hangs Out. Kurzgeschichten. 2009
  - Wo der Gott der Liebe haust: Erzählungen. Übersetzung Adelheid Dormagen und Kathrin Razum. Hoffmann und Campe, Hamburg 2010
- Little Sweet Potato. Kinderbuch. Harper Collins, 2012
- Lucky Us. Roman. 2014
  - Wir Glücklichen: Roman. Übersetzung Kathrin Razum. Atlantik, Hamburg 2015
- White Houses. Roman. 2018
  - Meine Zeit mit Eleanor: Roman. Übersetzung Kathrin Razum. Atlantik, Hamburg 2019
- In Love: A Memoir of Love and Loss. Granta, London 2022, ISBN 978-1-78378-799-9.

Sachbuch
- Normal: Transsexual CEOs, Cross-dressing Cops, and Hermaphrodites with Attitude. 2002

Bühne und Fernsehen
- State of Mind (2007)
- Wish Dragon (2019)